# Михайло Янушович Заславський
Михайло Заславський (*1561  —1590) — український магнат часів Речі Посполитої.

## Життєпис
Походив зі впливового князівського роду Заславських гербу Баклай. Молодший син Януша II Заславського та Маріани Чаплич-Шпанської. Народився у Заславі 1561 року. Його мати померла при пологах або невдовзі після того. У 1562 році після смерті батька разом зі старшим братом Янушем опинився під опікою Григорія Ходкевича (відповідно до батьківського заповіту). Втім, опікуном братів намагався стати Костянтин Василь Острозький. Лише у 1566 році король Сигізмунд II вирішив суперечку на користь Ходкевича. Після цього Михайло разом із братом переїздить до родинного маєтку опікуна.
У 1575 році повертається до Заслава, отримавши в керування батьківський уділ, яким спочатку керував разом із братом. 1578 року брав участь у захисті Волині та родинних маєтків під час потужного нападу кримськотатарської орди, що завдала значної шкоди.
Зрештою у 1581 році Заславське князівство було розділено між братами. Михайло отримав не розбудоване місто Новий Заслав з замком, а також північну третину Заславської волості, значну частину Білогородської волості. Тому Михайло Заславський відмовився від державної кар'єри, усі сили доклав для розвитку своїх володінь.
У 1582 році разом з братом Янушем подав позов проти Костянтина Василя Острозького стосовно спадку померлої Гальшки Острозької. Водночас спільно з Янушем судився проти Збаразьких стосовно спадщини прабабки Четвертинської в Брацлавському воєводстві.
У 1583 році отримав для Нового Заслава королівський привілей на магдебурзьке право. Завдяки зусиллям Михайла Заславського до 1587 року Новий Заслав перетворився на місто, що бурхливо розвивалося. Також значний зиск давало сільське господарство — Заславський сприяв заселенню пустощів, зменшуючи податки та різні обов'язки. Згаданий у Житомирський гродській книзі від 11 травня 1587 року.
У жовтні 1590 року обміняв село Судилків в Кременецькому повіту на с. Перемовчі у луцькому повіті. Це остання згадка про Михайла Заславського. У листопаді або грудні того ж року загинув внаслідок нещасного випадку.